# 21. Waffen-Gebirgs-Division der SS Skanderbeg (albanische Nr. 1)
21. Waffen-Gebirgs-Division der SS Skanderbeg (albanische Nr. 1) var en tysk militär enhet inom Waffen-SS.
Divisionen uppkallades efter Albaniens nationalhjälte Skanderbeg, och bestod huvudsakligen av albaner, vilka stred för Nazityskland under det andra världskriget, och Kungariket Albanien var då i realiteten en ren lydstat till Nazityskland.

## Bakgrund
Det ansågs att rekryteringen till 13. Waffen-Gebirgs-Division der SS Handschar (kroatische Nr. 1) var en framgång. Av den anledningen ansågs det vara intressant att försöka skapa ytterligare förband vars soldater skulle bestå av främst muslimer. 
Stormuftin av Jerusalem Haj Amin al-Husseini, vilken under det andra världskriget tjänstgjorde som Gruppenführer inom SS, arbetade med att rekrytera muslimska frivilliga till den tyska krigsmakten, främst på Balkan. Hans insatser härvidlag har ansetts som mycket betydelsefulla. Ett stort antal muslimer kom också att tjänstgöra inom Waffen-SS, och divisionerna 13. Waffen-Gebirgs-Division der SS Handschar (kroatische Nr. 1), 21. Waffen-Gebirgs-Division der SS Skanderbeg (albanische Nr. 1) och 23. Waffen-Gebirgs-Division der SS Kama (kroatische Nr. 2) bestod huvudsakligen av muslimer. För att tillgodose behovet av imamer inom SS, och då särskilt dess fältförband, startade SS en imamutbildning i Dresden, över vilken al-Husseini skall ha haft ett övergripande inflytande.

## Verksamhet
Divisionen sattes upp under 1943 och blev operativ i februari 1944, den upplöstes dock redan i september 1944. Divisionen deltog i "Operation Fuchsjagd", som även har kallats för "Slaget om Debar" från den 18 augusti till den 27 augusti 1944.

## Befälhavare
- SS-Brigadeführer Josef Fitzthum (april 1944 — maj 1944)
- SS-Oberführer August Schmidhuber (maj 1944 — januari 1945)